# Francesco Capuano di Manfredonia
Francesco Capuano di Manfredonia (* 15. Jahrhundert; † um 1490 in Neapel) war ein italienischer Astronom.

## Leben
Über das Leben von Francesco Capuano di Manfredonia ist nur wenig überliefert, er wurde in der ersten Hälfte des 15. Jahrhunderts geboren, sein Name lässt seine Herkunft aus Manfredonia vermuten. Nach Studien in Geisteswissenschaften, Medizin und Astronomie wurde er an die Universität Padua gerufen, wo er viele Jahre lang Astronomie unterrichtete. Dann zog er sich in die Ordensgemeinschaft der Augustiner-Chorherren vom Lateran zurück und führte den Ordensnamen Giovanni Battista. Er starb vermutlich 1490 in Neapel.
Capuano illustrierte und kommentierte zwei zu seiner Zeit grundlegende astronomische Werke.
Capuanos Kommentare zu Theoricae novae planetarum von Georg von Peuerbach sind Ferdinand II. gewidmet. Sie erschienen 1495 und bestehen aus 85 nicht nummerierten Seiten in Quarto.
Die von Capuano kommentierte Ausgabe von Sphera mundi des Johannes de Sacrobosco hat den Titel Sphera mundi cum tribus commentis nuper editis Cicchi Esculani, Francisci Capuani de Manfredonia, Iacobi Fabri Stapulensis und erschien 1499 in Venedig mit einem Vorwort von Francesco Stabili, genannt Cecco d’Ascoli, und einem Kommentar von Jacques Lefèvre d’Étaples.
Der Mondkrater Capuanus wurde 1935 offiziell nach  Francesco Capuano di Manfredonia benannt.